# Le radici e le ali
Le radici e le ali è il quarto album della band rock italiana dei Gang, pubblicato nel 1991 dalla WEA. È il primo album in italiano, e il primo della cosiddetta "triade folk rock".
L'album è presente nella classifica dei 100 dischi italiani più belli di sempre secondo Rolling Stone Italia alla posizione numero 89.

## Tracce
1. Esilio
2. Socialdemocrazia
3. Bandito senza tempo
4. Chico Mendes
5. Johnny lo zingaro
6. Oltre
7. La lotta continua
8. Le radici e le ali
9. Ombre rosse
10. Sud
11. Chicco il dinosauro
12. Che dare?
Tracce bonus
13. Musica ribelle

## Componenti
- Marino Severini - voce, chitarra
- Sandro Severini - chitarra elettrica, dobro e slide
- Andrea Mei - fisarmonica, organo hammond, pianoforte

Altri musicisti
- Max Marchione - batteria
- Marcello Rossi - basso
- Antonello Salis - fisarmonica
- Candelo Cabezas - percussioni
- Antonello Ricci - chitarra battente, zampogna moderna, flauto di canna
- Arnaldo Vacca - percussioni
- Gianfranco Preiti - mandolino
- Daniele Sepe - sax
- Roberto Schiano - trombone
- Nico Casu - tromba
- Savino Lattanzio - violino, banjo, mandolino, slide
- Frank Nemola - tromba
- Roberto Riquelme - quena
- Mauro Pagani - violino
- “Red” Talami - chitarra
- Massimo Bubola - voce in Johnny Lo Zingaro
- Lele Melotti - batteria
- Andrea Braido - basso
- Banda G. Donizetti Di Casalecchio in Oltre